# ジンバブエの競馬
ジンバブエの競馬（ジンバブエのけいば）では、ジンバブエにおける競馬について記述する。

## 歴史
- 1891年、マショナランドのソールズベリー（現在のハラレ）で最初の競馬が開催される[1]。
- 1892年、マショナランド・ターフクラブ設立[1][2]。
- 1894年、マタベレランドのブラワヨにブラワヨ・ターフクラブ設立[1]。
- 1958年、ソールズベリーの競馬場がベルベディアからバロウデイルの現在地に移転[2]。
- 1964年、ブラワヨ・ターフクラブが倒産しブラワヨにおける競馬開催が一時停止[1]。
- 1969年、マタベレランド・ターフクラブが設立され、ブラワヨにおける競馬開催を再開[1]。
- 1985年、国際セリ名簿基準委員会が南アフリカをパートIに認定[3]。以後、南アフリカジョッキークラブの統括下にあるジンバブエもパートIに認定される[1]。
- 2001年、マタベレランド・ターフクラブが解散し、競馬開催地がハラレのみとなる[1]。
- 2007年、国際セリ名簿基準書の記載が南アフリカと分割され、単独でパートIIに認定される[4]。

## 特徴
ジンバブエでは、マショナランド・ターフクラブが運営する首都ハラレのバロウデイルパーク競馬場のみで競馬が行われている。
ジンバブエはかつて南ローデシアと呼ばれていたイギリスの植民地時代から隣国南アフリカとの関係が深く、1980年にイギリスから完全に独立してジンバブエ共和国となって以降も南アフリカの競馬統括機関である全国競馬機構（NRA: National Horseracing Authority。2004年までは南アフリカジョッキークラブ）が統括している。
国内で活躍した馬は南アフリカに移動して出走することもあるが、レベル差があり南アフリカでも活躍できることは少ない。

### 競走
南半球に所在するため競馬シーズンは8月から翌年7月までとなっており、南アフリカと共通のオンライン馬券販売ウェブサイトによると、1開催につき6競走から8競走程度の開催が10月上旬から7月末までの間に月に1日または2日開催されている。年間競走開催数は150程度。

### 馬産と競走馬
馬齢は南半球式に数えられる。
かつては一定の馬産が行われてサラブレッドが生産されていたが、ロバート・ムガベ大統領が2000年代に推し進めた白人所有の農場の強制収用政策により馬産の担い手である白人牧場主は壊滅的な打撃を受け、南アフリカなど国外に拠点を移していった。2022年の統計では国内生産頭数は0頭になっており、在厩頭数も135頭程度と非常に少なくなっている。

## 著名な競走馬
- スプイブリッジ（Spey Bridge 1950年生） - 南アフリカで出走し、1956年のダーバンジュライハンデキャップを始めとする多くの競走に勝利した。1987年に開始されたジンバブエの年度表彰「スプイブリッジ賞（Spey Bridge Award）」に名前を残している[1][7]。
- イピトンベ（Ipi Tombe 1998年生） - 2002年にスペイブリッジ以来のダーバンジュライハンデキャップを制した後、アラブ首長国連邦とアメリカ合衆国でG1ドバイデューティフリーを始め数々の重賞に勝利した[1][8]。

## 主な競走
ジンバブエは『国際セリ名簿基準書』のパートII国であり、同基準書のパートIIに記載されている国内重賞は、国際的にはブラックタイプで記載することのできるリステッド競走とみなされる。
『国際セリ名簿基準書』に記載されている重賞の一覧は次のとおり。
| 格付け | 競走名 | 馬場・距離 | 出走条件 |
| ------ | --- | --- | --- |
| G1     | キャッスルタンカード                                                                                            | 芝2000m | 3歳以上 |
| G2     | OKグランドチャレンジ                                                                                            | 芝1800m | 3歳以上 |
| G3     | レパブリックカップ                                                                                              | 芝1900m | 3歳以上 |
| G3     | ゴールドカップスプリント                                                                                        | 芝1200m | 3歳以上 |
| G3     | ジンバブエギニー                                                                                                | 芝1600m | 3歳 |
| G3     | ジンバブエ2000                                                                                                  | 芝2000m | 3歳 |
| G3     | ジンバブエダービー                                                                                              | 芝2400m | 3歳 |
| G3     | チャンピオンジュブナイルステークス                                                                              | 芝1200m | 2歳 |
| 出典   | - Cataloguing Standards and International Statistics 2023. The Jockey Club Information Systems. (2023). p. 2-22 | - Cataloguing Standards and International Statistics 2023. The Jockey Club Information Systems. (2023). p. 2-22 | - Cataloguing Standards and International Statistics 2023. The Jockey Club Information Systems. (2023). p. 2-22 |

## 主な競馬場
- バロウデイルパーク競馬場（マショナランド・ターフクラブ）